# ویلیام ئی. پرسل
ویلیام ئی. پرسل (به انگلیسی: William Edward Purcell) سناتور سابق عضو حزب دموکرات ایالات متحده آمریکا بود. وی در سال ۱۹۱۰ تا ۱۹۱۱ میلادی سناتور ایالت داکوتای شمالی در سنای ایالات متحده آمریکا بود.